# Marin Ireland
Marin Ireland (Camarillo, 30 augustus 1979) is een Amerikaans actrice.

## Biografie
Ireland heeft haar bachelor of fine arts verdiend aan de The Hartt School, een conservatorium aan de University of Hartford in West Hartford.

## Filmografie

### Films
Uitgezonderd korte films.
- 2025: Materialists - als Violet
- 2023: Birth/ rebirth - als Rose
- 2021: Treat - als Debra (stem)
- 2020: The Man in the Woods - als Louise Roethke
- 2020: The Empty Man - als Nora Quail
- 2020: Nora Highland - als Linda
- 2020: The Dark and the Wicked - als Louise
- 2019: The Irishman - als oudere Dolores Sheeran
- 2019: Light from Light - als Shelia
- 2018: The Miseducation of Cameron Post - als Bethany
- 2018: Piercing - als Chevonne
- 2017: On the Exhale – vrouw
- 2017: Flint - als Melissa Mays
- 2017: Sollers Point - als Kate
- 2017: Aardvark – Jenny
- 2017: The Strange Ones – Crystal
- 2016: In the Radiant City – Laura Yurley
- 2016: Some Freaks – Georgia
- 2016: Hell or High Water – Debbie Howard
- 2016: The Phenom – Rachel Cullum
- 2015: Ce sentiment de l'été – Nina
- 2015: The Family Fang – Suzanne Crosby
- 2014: Glass Chin – Ellen Doyle
- 2014: Take Care – Laila
- 2013: Bottled Up – Sylvie
- 2013: Side Effects – opgewonden vrouw
- 2012: Sparrows Dance – vrouw in appartement
- 2012: The Letter – Anita
- 2012: Hope Springs – Molly
- 2012: Future Weather – Tanya
- 2012: 28 Hotel Rooms – vrouw
- 2009: Brief Interviews with Hideous Men – Samantha
- 2008: Revolutionary Road – gaste op feest
- 2008: If You Could Say It in Words – Sadie Mitchell
- 2008: The Loss of a Teardrop Diamond – Esmeralda
- 2008: Rachel Getting Married – Angela Paylin
- 2008: The Understudy – Rebecca
- 2007: I Am Legend – vrouwelijke evacué
- 2007: Suburban Girl – Katie
- 2004: The Manchurian Candidate – overschrijfster in leger

### Televisieseries
Uitgezonderd eenmalige gastrollen.
- 2020-2022: The Umbrella Academy - als Sissy Cooper (11 afl.)
- 2022: Gaslit - als Judy Hoback (2 afl.)
- 2021: Y: The Last Man - als Nora Brady (10 afl.)
- 2020: The Good Doctor - als Vera Bernard - (2 afl.)
- 2015–2019: Sneaky Pete – Julia (30 afl.)
- 2015: The Slap – Sandi (8 afl.)
- 2015: Girls – Logan (3 afl.)
- 2014: Masters of Sex – Pauline Masters (3 afl.)
- 2014: The Divide – Christine Rosa (8 afl.)
- 2012–2014: The Killing – Liz Holder (2 afl.)
- 2011–2012: Homeland – Aileen Morgan (5 afl.)
- 2012: Boss – Claire Mann (4 afl.)
- 2011: A Gifted Man – Elena (3 afl.)
- 2011: Mildred Pierce – Letty (5 afl.)

## Theaterwerk opBroadway
- 2013: The Big Knife - Marion Castle
- 2009: After Miss Julie – Christine
- 2009: Reasons To Be Pretty – Steph